# David Ige
David Yutaka Ige (Pearl City,15 de janeiro de 1957) é um engenheiro eletricista e político norte-americano. Filiado ao Partido Democrata, foi o oitavo governador do Havaí, entre dezembro de 2014 e dezembro de 2022.
Ige nasceu em Pearl City e frequentou escolas públicas de sua cidade natal. Estudou na Universidade do Havaí em Manoa, de onde graduou-se em engenharia elétrica. Após a faculdade, concluiu um mestrado em administração de empresas.
Em dezembro de 1985, foi nomeado pelo governador George Ariyoshi para a Câmara dos Representantes do Havaí. Ige permaneceu nesta função até 1995, quando foi eleito para o Senado do Havaí.
Em 2014, desafiou o governador Neil Abercrombie na primária do Partido Democrata. Ige derrotou Abercrombie por uma larga margem de votos, 66% a 31%, e elegeu-se governador na eleição geral com 49% dos votos válidos.